# Khu lịch sử Ma Cao
Trung tâm lịch sử Ma Cao (tiếng Trung: 澳門歷史城區; tiếng Bồ Đào Nha: O Centro Histórico de Macau), là một khu vực bao gồm hơn 20 địa điểm chứng kiến sự đồng hóa độc đáo cùng tồn tại của hai nền văn hóa Trung Quốc, Bồ Đào Nha ở Ma Cao, là một thuộc địa cũ của Bồ Đào Nha. Nó đại diện cho di sản kiến trúc của thành phố bao gồm các quảng trường, đường phố, nhà thờ, đền thờ hay nhà hát.
Năm 2005, nhóm các địa điểm này được UNESCO công nhận là di sản thế giới thứ 31 ở Trung Quốc. Nó được mô tả bởi UNESCO như là "với những con phố lịch sử, khu dân cư, tôn giáo và các tòa nhà kiến trúc Bồ Đào Nha và Trung Quốc, trung tâm lịch sử của Ma Cao cung cấp một bằng chứng duy nhất những ảnh hưởng về thẩm mỹ, văn hóa, kiến trúc và công nghệ của cả phương Đông và Tây" và "... nó là minh chứng cho một trong những cuộc gặp gỡ đầu tiên và kéo dài lâu nhất giữa Trung Quốc và phương Tây, dựa trên sự sống động của thương mại quốc tế."

## Danh sách các địa điểm
Trung tâm lịch sử của Ma Cao được chia thành hai vùng lõi riêng biệt nằm ở bán đảo Ma Cao. Mỗi vùng lõi được bao quanh bởi một vung đệm.

### Vùng lõi 1
- Các tòa nhà:

| Tên                                                                       | Vị trí                                                                             | Ghi chú | Tham khảo | Hình ảnh |
| ------------------------------------------------------------------------- | ---------------------------------------------------------------------------------- | --- | --------- | -------- |
| Miếu Ma Các                                                               | Mũi Đông nam của bán đảo Ma Cao. 22°11′10″B 113°31′52″Đ / 22,186111°B 113,531139°Đ | Được xây dựng năm 1488, ngôi đền được dành riêng cho thờ tự Thiên Hậu Thánh mẫu, được xem như vị thần bảo trợ của ngư phủ và người đi biển. Tên thành phố Ma Cao được cho là có nguồn gốc từ tên của ngôi đền này. |           |          |
| Trại lính Moor                                                            |                                                                                    | |           |          |
| Nhà của Mandarin                                                          |                                                                                    | |           |          |
| Nhà thờ Giáo hội Thánh Lôrensô                                            |                                                                                    | |           |          |
| Chủng viện và Nhà thờ Thánh Giuse                                         |                                                                                    | |           |          |
| Nhà hát Dom Pedro V                                                       |                                                                                    | |           |          |
| Thư viện Robert Hà Đông                                                   |                                                                                    | |           |          |
| Nhà thờ Thánh Augustinô                                                   | 3 Largo de Sto. Agostinho                                                          | |           |          |
| Tòa nhà Leal Senado                                                       |                                                                                    | |           |          |
| Tam Nhai hội quán (Đền Quan đế)                                           | 10 Rua Sui do Mercado de São Domingos                                              | |           |          |
| Nhà Thánh của Mercy                                                       |                                                                                    | |           |          |
| Nhà thờ Lễ sinh nhật của Đức Maria                                        |                                                                                    | |           |          |
| Dinh thự Lư Gia                                                           |                                                                                    | |           |          |
| Nhà thờ Thánh Đa Minh                                                     |                                                                                    | |           |          |
| Di tích Nhà thờ Thánh Phaolô                                              |                                                                                    | |           |          |
| Miếu Na Tra                                                               |                                                                                    | |           |          |
| Phần tường thành cổ của thành phố                                         |                                                                                    | |           |          |
| Pháo đài Monte Forte                                                      |                                                                                    | |           |          |
| Nhà thờ Thánh Antôn                                                       |                                                                                    | |           |          |
| Vườn Casa                                                                 |                                                                                    | |           |          |
| Nghĩa trang cổ của Giáo hội Tin lành và trụ sở cũ của Công ty Đông Ấn Anh |                                                                                    | |           |          |

- Quảng trường:

| Name                                                                     | Location                                         | Notes | References | Photo |
| ------------------------------------------------------------------------ | ------------------------------------------------ | ----- | ---------- | ----- |
| Quảng trường Barra 媽閣廟前地 Largo do Pagode da Barra                   |                                                  |       |            |       |
| Quảng trường Lilau 亞婆井前地 Largo do Lilau                             |                                                  |       |            |       |
| Quảng trường St. Augustine 崗頂前地 Largo de Santo Agostinho             |                                                  |       |            |       |
| Quảng trường Senado 議事亭前地 Largo do Senado                           |                                                  |       |            |       |
| Quảng trường St. Dominic 板樟堂前地 Largo do São Domingos                |                                                  |       |            |       |
| Quảng trường Nhà thờ 大堂前地 Largo da Sé                                |                                                  |       |            |       |
| Quảng trường Company of Jesus 耶穌會紀念廣場 Largo da Companhia de Jesus | Quảng trường ở phía trước của Phế tích St. Paul. |       |            |       |
| Quảng trường Camoes 白鴿巢前地 Praça de Luís de Camões                   |                                                  |       |            |       |

### Vùng lõi 2

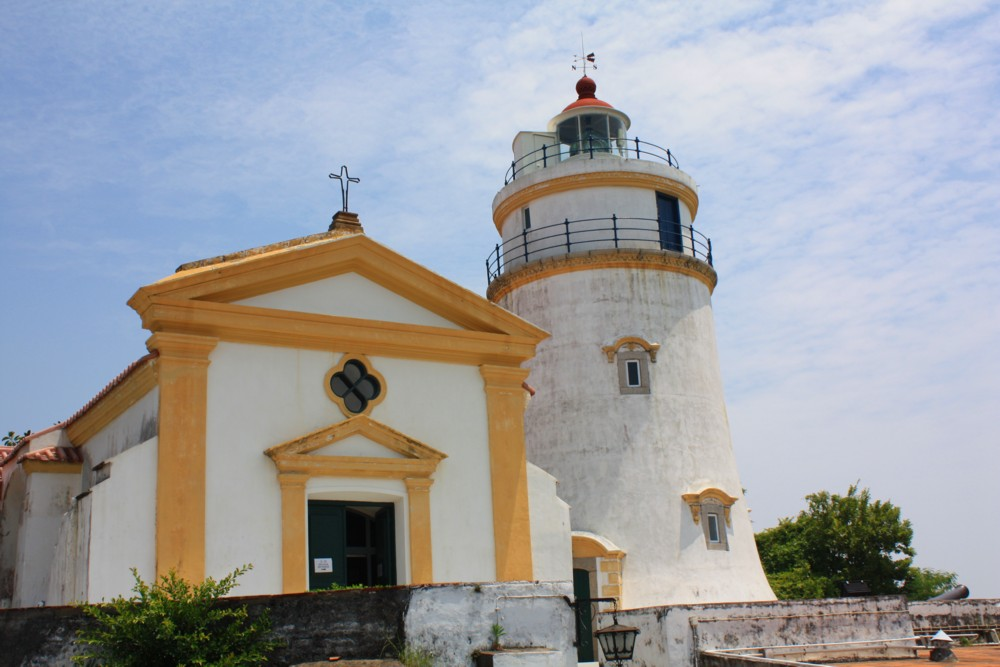
Nhà nguyện Đức Mẹ và Ngọn hải đăng Guia nằm trong Pháo đài Guia.

Là khu vực xung quanh Pháo đài Guia, một pháo đài thuộc địa thế kỷ 17. Đây một khu vực được bao quanh bởi vùng đệm là công viên xanh, bao quanh bởi các khu vực dân cư bao gồm pháo đài, một ngọn hải đăng và một nhà thờ nhỏ.

## Quản lý
Hầu hết các tòa nhà được sự quản lý của các phòng ban khác nhau thuộc sở hữu của đặc khu hành chính Ma Cao. Viện Văn hóa của chính quyền Ma Cao quản lý Nhà Mandarin, Phế tích St. Paul, Tường thành cổ, Pháo đài Monte Forte và Guia (bao gồm cả ngọn hải đăng và nhà nguyện).
Tòa nhà Leal Senado được quản lý bởi Hội đồng thành phố lâm thời của Ma Cao trong khi hai ngôi đền Ma Các và Na Tra lần lượt được quản lý bởi Hội đồng quản lý và ban quản lý. Trại lính Moorish được quản lý bởi Tòa nhà hành chính cảng Ma Cao.
Phần còn lại chịu sử quản lý của Chủng viện và Giáo hội Công giáo Ma Cao. Riêng nhà thờ Mercy và nhà hát Dom Pedro V được quản lý bởi ban quản lý nhà thờ và hội đồng quản lý nhà hát.
Các tòa nhà được bảo vệ bởi nhiều đạo luật khác nhau bao gồm cả Luật Cơ bản của đặc khu hành chính Ma Cao.